# بنجامين موكاندجو
بينجامين موكاندجو بيلي (بالإنجليزية: Benjamin Moukandjo Bilé)‏ (ولد في 12 نوفمبر 1988 في دوالا) لاعب كرة قدم دولي كاميروني يلعب حاليا لصالح نادي نانسي الفرنسي في مركز المهاجم منذ 2011.

## روابط خارجية
- بنجامين موكاندجو على موقع الاتحاد الدولي (مؤرشف)  (الإنجليزية)
- بنجامين موكاندجو على موقع رابطة كرة القدم الفرنسية للمحترفين (الإنجليزية)
- بنجامين موكاندجو على موقع قاعدة بيانات كرة القدم.إي يو (الإنجليزية)
- بنجامين موكاندجو على موقع ناشيونال فوتبول تيمز (الإنجليزية)
- بنجامين موكاندجو على موقع Soccerway.com (الإنجليزية)
- بنجامين موكاندجو على موقع عالم كرة القدم.نت (الإنجليزية)
- بنجامين موكاندجو على موقع AS.com (الإسبانية)